# Campionato mondiale femminile di pallacanestro Under-19 2001
Il 5º Campionato mondiale femminile di pallacanestro Under-19, noto anche come 2001 World Championship for Junior Women (in ceco: Mistrovství světa FIBA žen do 19 let 2001), si è svolto nella Repubblica Ceca nella città di Brno, dal 14 al 22 luglio 2001.

## Classifica finale
| Campione del Mondo | Campione del Mondo | Campione del Mondo |
| --- | ------------------ | --- |
| Rep. Ceca under 194 Kysilková, 5 Štefková, 6 Maňáková, 7 Šafránková, 8 Uhrová, 9 Veselá, 10 Hamouzová, 11 Brantlová, 12 Špírková, 13 Vítečková, 14 Rejchová, 15 Hartigová, All. - |                    | |
| Argento | Russia             | Russia under 194 Maksimenko, 5 Charčenko, 6 Demagina, 7 Sytnjak, 8 Kolosovskaja, 9 Ščegoleva, 10 Sokolovskaja, 11 Lapteva, 12 Artešina, 13 Sapova, 14 Podkoval'nikova, 15 Tamuljanis, All. Ravil' Čerement'ev |
| Bronzo | Stati Uniti        | Stati Uniti under 194 Pondexter, 5 Currie, 6 Beard, 7 Strother, 8 Taurasi, 9 Christon, 10 Whitley, 11 L. Moore, 12 Powell, 13 J. Moore, 14 Stephens, 15 Bjorklund, All. Geno Auriemma                         |
| 4. | Australia          | Australia under 194 Richards, 5 Mahony, 6 Hammonds, 7 Carr, 8 Ranford, 9 Hamilton, 10 Foley, 11 Grima, 12 Screen, 13 Woodyard, 14 Wilson, 15 Summerton, All. Ray Tomlinson                                    |
| 5. | Francia            | Francia under 194 Le Leuch, 5 Tomaszewski, 6 Sene, 7 Bertal, 8 Beikes, 9 Dumerc, 10 Skrela, 11 Gomis, 12 Ayissi, 13 Reghaïssia, 14 Noirez, 15 Ndongue, All. -                                                 |
| 6. | Cuba               | Cuba under 194 Boulet, 5 Capiró, 6 Fernández, 7 Romero, 8 Ávila, 9 Gelis, 10 Díaz, 11 Oquendo, 12 Calvo, 13 Castillo, 14 D. Rodríguez, 15 Y. Rodríguez, All. -                                                |
| 7. | Brasile            | Brasile under 194 Iziane, 5 Cláudia, 6 Fernanda, 7 Juliana, 8 Fabí, 9 Ana Flávia, 10 Silvinha, 11 Kátia, 12 Lelê, 13 Flávia, 14 Érika, 15 Grazy, All. -                                                       |
| 8. | Lituania           | Lituania under 194 Kavaliauskaitė, 5 Perednytė, 6 Vikšrytė, 7 Žygelytė, 8 Gricienė, 9 Bimbaitė, 10 Kižytė, 11 Marčauskaitė, 12 Šulčiūtė, 13 Valužytė, 14 Česnavičiūtė, 15 Gulbinaitė, All. -                  |
| 9. | Cina               | Cina under 194 Huang, 5 Wang, 6 Bai, 7 Ji, 8 Li, 9 Yuan, 10 Ren, 11 Song, 12 Zhang F., 13 Zhang X., 14 Zhang L., 15 Chen, All. -                                                                              |
| 10. | Polonia            | Polonia under 194 Dłużyk, 5 Rzeźnik, 6 Karpińska, 7 Radwan, 8 Międzik, 9 Bibrzycka, 10 Lamparska, 11 Czarnecka, 12 Dydek, 13 Pałka, 14 Gulak, 15 Piekarska, All. -                                            |
| 11. | Giappone           | Giappone under 194 Ōga, 5 Fujiu, 6 Tabuchi, 7 Hanada, 8 Tanaka, 9 Yagawa, 10 Kimura, 11 Chonan, 12 Ishioka, 13 Shigeta, 14 Taki, 15 Morito, All. -                                                            |
| 12. | Mali               | Mali under 194 Kanté, 5 Damba, 6 Sérémé, 7 Diallo, 8 Touré, 9 Sangaré, 10 Sanogo, 11 Dembélé, 12 Sininta, 13 Bagayoko, 14 Diabaté, 15 Sissoko, All. -                                                         |